# Вірна флоту
«Вірна флоту» (англ. True to the Navy) — чорно-біла романтична комедія 1930 року. Один із звукових фільмів Клари Боу.

## Сюжет
Рубі Нолан живе в Сан-Дієго і працює за прилавком ларька з газованою водою в аптеці Соломона Бімберга, яку часто відвідують матроси. Кокетлива Рубі не може втриматися від інтрижки відразу з декількома з них. Коли її залицяльники дізнаються про існування один одного, вони вирішують помститися підступній спокусниці і підмовляють Стрільця Маккоя закохати Рубі в себе. Він відмовляється, але доля все-таки зводить їх разом.

## У ролях
- Клара Боу — Рубі Нолан
- Фредрік Марч — Стрілець Маккой
- Гаррі Грін — Соломон Бімберг